# Malachra fasciata
Malachra fasciata är en malvaväxtart som beskrevs av Nikolaus Joseph von Jacquin. Malachra fasciata ingår i släktet Malachra och familjen malvaväxter. Inga underarter finns listade i Catalogue of Life.